# Robert Stieler (Maler)

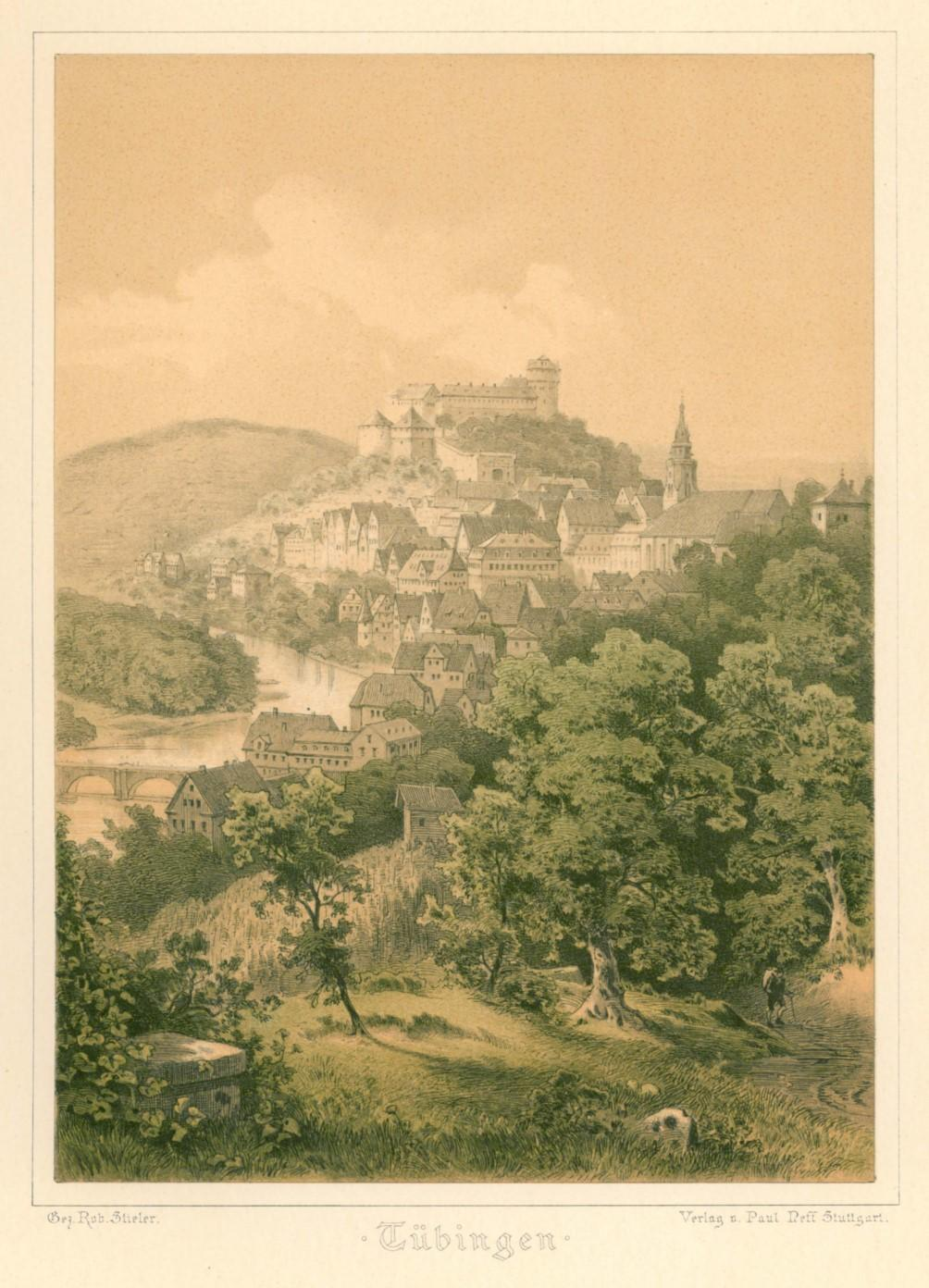
Ansicht von Tübingen, Lithographie aus „Reise durch Schwaben“ (1878)

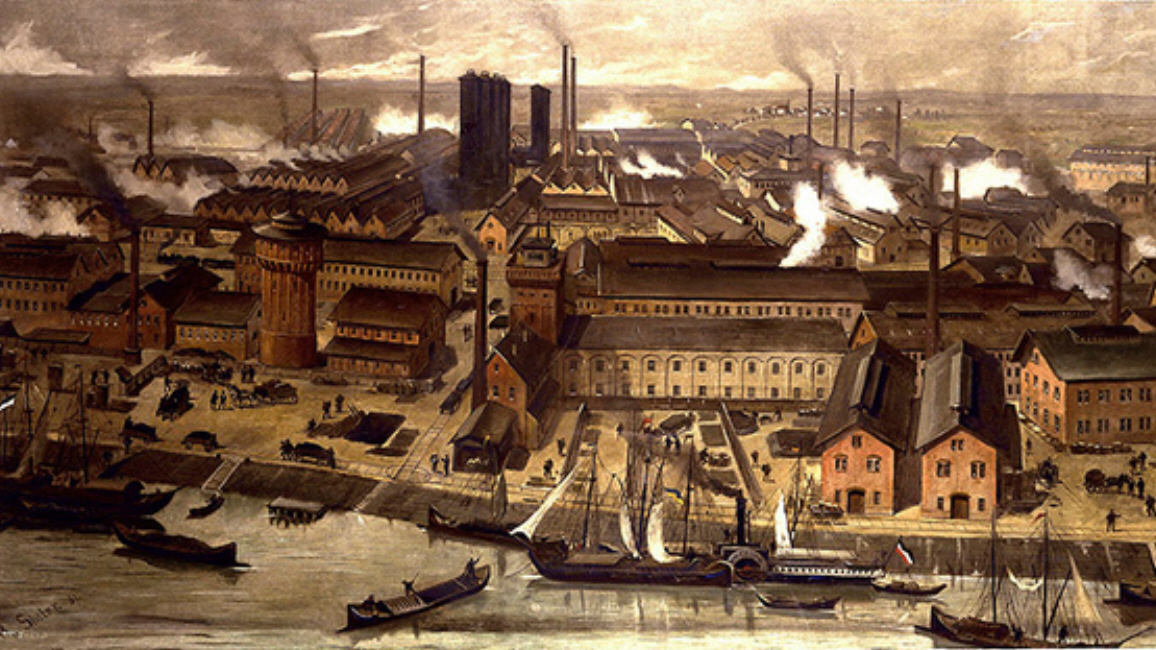
Ansicht des BASF-Werks in Ludwigshafen, 1881

Robert Friedrich Stieler (* 15. Juni 1847 in Heilbronn; † 3. Mai 1908 in Karlsruhe) war ein deutscher Landschafts- und Architekturmaler und Zeichner.

## Leben und Wirken
Stieler besuchte die Kunstschule in Stuttgart und die Akademie der bildenden Künste in Karlsruhe. An der TH Stuttgart war er von 1884 an Professor für Zeichnen. Er fertigte zahlreiche Architekturzeichnungen, unter anderem aus Rothenburg ob der Tauber oder vom Kloster Maulbronn sowie Aquarellbilder. Er war mit Pauline (geborene Kochendörfer) verheiratet.
Auszeichnungen
- 1883 Medaille für Kunst und Wissenschaft (Hohenzollern und Württemberg)
- Preußischer Kronenorden

Veröffentlichungen
- Aus dem Schwabenland. Malerische Ansichten in Landschaft und Architectur. Original-Zeichnungen von Robert Stieler. Text von Eduard Paulus. In feinstem Tondruck ausgeführt. Neff, Stuttgart 1878 (Auszüge, zeller.de).
- mit Eduard Paulus: Aus Schwaben. Schilderungen in Wort und Bild, Bonz, Stuttgart 1887 (archive.org).
- Sechs Ansichten von Rothenburg ob der Tauber. Aquarelle gemalt von Robert Stieler. Meissner & Buch, Leipzig ca. 1888.